# Viaggio illustrato nei tre Abruzzi
Viaggio illustrato nei tre Abruzzi (Illustrated Excursions in Italy) è un diario di viaggio scritto dal pittore, illustratore e scrittore Edward Lear e pubblicato a Londra nel 1846. L'opera, appartenente al genere della letteratura di viaggio, offre un dettagliato resoconto degli itinerari intrapresi dallo stesso autore insieme all'amico Charles Knight tra il 1843 e il 1844 alla scoperta di quelle aree della penisola italiana meno interessate dal fenomeno del Grand Tour. Nel rispetto della tradizione settecentesca e ottocentesca del travelogue, ovvero del resoconto di viaggio, Lear riporta, accanto alla cronaca delle vicende vissute, numerose informazioni storiche ed artistiche sui luoghi visitati. Il testo è, inoltre, corredato da trenta tavole litografiche, quaranta disegni inseriti nel corpo del testo realizzati dall'autore stesso e da un'appendice contenente quattro arrangiamenti dei canti ascoltati e annotati da Lear nel corso delle sue peregrinazioni. 

## Storia editoriale
Lear, tornato in Inghilterra nel maggio 1845, si dedica a un lungo lavoro di revisione degli appunti di viaggio. Oltre la riscrittura del testo e la consultazione delle fonti, l'autore si impegna nella realizzazione delle illustrazioni grafiche a corredo dell'opera. Dai bozzetti raccolti durante i viaggi seleziona 40 schizzi e realizza i disegni per le 30 tavole litografiche. Inoltre, Lear arrangia e revisiona le 4 melodie ascoltate e trascritte nelle regioni visitate e destinate alle pagine in appendice. Il testo, completo di litografie, xilografie e dell'appendice finale, è, infine, dato alle stampe. Nel 1846 esce la prima edizione dell'opera a Londra presso l'editore Thomas McLean.

## Contenuti
Lear viaggiò nei Tre Abruzzi tra il 1843 e il 1844, compiendo tre differenti itinerari. Il primo itinerario è compiuto in compagnia dell'amico Charles Knight tra il 26 luglio e il 10 agosto 1843. Il secondo itinerario vede l'autore viaggiare in solitudine tra l'11 agosto e il 17 ottobre dello stesso anno. Il terzo e ultimo itinerario, invece, è compiuto da Lear l'anno successivo, tra il 26 settembre e il 20 ottobre 1844.

### Primo itinerario
Lear viaggiò nei Tre Abruzzi tra il 1843 e il 1844, compiendo tre differenti itinerari. Partito a cavallo il 26 luglio 1843 da Frascati e attraversata la campagna romana, Lear e Knight, ripercorrendo il percorso dell'antica Tiburtina Valeria giungono a Subiaco, là dove si fermano per pernottare. Il giorno successivo, attraversando il confine dello Stato pontificio, fanno ingresso nell'Abruzzo Ulteriore Secondo fino a giungere a Tagliacozzo, a cui dedica una lunga digressione storica e di cui realizza due spettacolari illustrazioni. Lo scenario che si apre davanti ai viaggiatori sulla Marsica è, infatti, definito sublime ed è dipinto liricamente dall'autore che ne apprezza la «indescribable quiet» e il «feeling of distance from the busy world». L'artista descrive, inoltre, la malinconica e straordinaria massa di uomini e greggi che percorrono i tratturi per l'annuale marcia della transumanza: agli occhi del viaggiatore inglese la vita dei pastori appare lieta e serena, tanto da affermare che «the Abruzzese Pecoraro is the beau ideal of a shepherd's existence». Il secondo giorno si conclude con l'arrivo ad Avezzano in cui i due viaggiatori pernottano in casa Corradini. Il 28 luglio è dedicato alla visita del lago del Fucino e dei suoi dintorni, soggetto molto amato nella pittura di paesaggio e già reso noto alla fine del Settecento dai dipinti, tra gli altri, dell'artista tedesco Jakob Philipp Hackert e dal francese Jean-Joseph-Xavier Bidauld e di cui lo stesso Lear realizza una illustrazione. L'escursione prosegue il giorno seguente, il 29 luglio, toccando la città di Celano e, proseguendo nella regione dei Peligni, termina a sera nell'abitato di Popoli. Il giorno successivo, lasciati i cavalli a riposo, i due viaggiatori raggiungono a piedi il sito archeologico di Corfinium, anticamente capitale dei Peligni. Il 31 luglio Lear fa ingresso nella provincia dell'Abruzzo Citeriore per raggiungere Chieti e pernottare nella Locanda Aquila d'Oro. Il primo agosto Lear e Knight riprendono il viaggio verso l'Adriatico, in cui fanno un bagno nei pressi di Pescara per poi dirigersi verso la rocca di Città di Penna, in cui, tuttavia, vengono fermati da guardie poiché le loro "carte di passo" sono dichiarate irregolari. Il viaggio può riprendere solo il 3 agosto, in cui giunge da Chieti il lasciapassare che consente loro di lasciare Città di Penna per dirigersi a nord verso L'aquila. Dopo aver apprezzato gli scorci sulle solenni creste del Velino e sulle montagne marsicane, la notte trascorre nel piccolo paese di Villa Santa Lucia presso l'abitazione di Don Domenico di Nunzio. Il 4 agosto Lear e l'amico fanno ingresso all'Aquila in cui restano fino al giorno seguente, per poi ripartire a tarda sera alla volta di Antrodoco.

### Secondo itinerario
Il giorno 11 agosto 1843 Lear riprende il suo viaggio con l'intenzione di soffermarsi più a lungo nei territori precedentemente esplorati. Passato per Civita Ducale e attraversata la valle di Cutilia, egli giunge nuovamente ad Antrodoco, dove si trattiene fino al 15 agosto. Il giorno successivo, attraverso il territorio dei Marsi, giunge a Sant'Anatolia dove pernotta ospitato dalla famiglia Placidi, per poi proseguire il giorno seguente verso Tagliacozzo. A Tagliacozzo si trattiene a lungo, fino al 22 agosto, per partecipare ai festeggiamenti in onore della Madonna d'Oriente, la cui icona viene esposta in occasione nella piazza del paese. Ripartito da Tagliacozzo, Lear si dirige a Magliano de' Marsi, dove resta presso Don Tita Masciarelli per tre giorni, durante i quali ha occasione di visitare il sito di Alba Fucens e di disegnarne le antiche rovine. Dal 26 al 27 agosto soggiorna ad Avezzano, con l'intenzione di esplorare i dintorni del lago del Fucino e dedicare lunghe ore al disegno di quest'area. Proseguendo verso Civita d'Antino e lungo la valle del Liri fino a Capistrello, il 30 agosto giunge a Celano e viene accolto dalla famiglia Tabassi.
«Dormire ― disegnare fino all'imbrunire ― società ― cena»: con questa frase lapidaria l'artista descrive le giornate trascorse in questi luoghi, ospitato da famiglie locali, per dedicarsi all'esplorazione del circondario e coglierne gli scorci più suggestivi. Il 4 settembre riparte alla volta di Trasacco, per proseguire il giorno seguente verso Ortucchio, fino a Pescina, dove resta anche il giorno successivo. Il 7 settembre riprende il suo viaggio, desideroso di visitare il paese di Scanno e il suo lago, così romanticamente descritto: «[...] the dark indigo-coloured Lake of Scanno, with one bright building on its edge, and a fringe of trees at its upper extremity, lay solitary and gloomy in its mountain prison».
Dopo aver visitato il paese e i suoi dintorni e aver alacremente disegnato i paesaggi e i caratteristici costumi delle donne di Scanno, Lear decide di proseguire verso Villalago per giungere il 12 settembre ad Anversa, dove resta fino alla mattina del 15. Giunto il giorno stesso a Sulmona, viene ospitato da Don Francesco Tabassi e qui resta per altri due giorni, che trascorre principalmente alla ricerca di edifici e luoghi d'interesse da poter rappresentare. Proseguendo poi per Popoli e Raiano, il 21 settembre raggiunge Pettorano sul Gizio e, attraverso il brullo Altopiano delle Cinquemiglia, arriva al paese di Castel di Sangro. Tuttavia, il sopraggiungere del freddo rallenta gli spostamenti di Lear che il 22 settembre giunge nel borgo chietino Montenerodoro, per poi toccare il giorno seguente Pizzoferrato e Gamberale fino a Lanciano, dove soggiorna fino al 25 settembre. Costeggiando Chieti e proseguendo lungo la valle del fiume Pescara, arriva fino a Villa Badessa, dove Lear riporta numerose notizie sulla sua storia e che ne fanno l'unico insediamento storico albanese in Abruzzo. Procedendo poi per Città di Penna, l'autore si trova il 29 settembre ad Atri e il 30 a Isola del Gran Sasso, da cui può ammirare la catena del Gran Sasso e immortalarne la suggestiva vista. Il 2 ottobre, dopo una prima nevicata che imbianca le cime delle catene montuose, riesce a ripartire e, dopo una lunga salita e la contemplazione delle alte catene che lo circondano, riscende verso Assergi fino all'Aquila, dove si trattiene fino al 5 ottobre. Passando per Montereale e pernottando a Mopolino (Capitignano) , l'artista, procede poi lungo l'antica via Salaria e si dirige nuovamente verso Antrodoco. Dopo aver visitato Petrella e aver trascorso diversi giorni nel paese di Tufo presso il barone Coletti, a causa della pioggia e del sopraggiungere della stagione fredda, Lear decide di interrompere il suo secondo viaggio nei tre Abruzzi. Il 17 ottobre si dirige verso Tivoli e il giorno successivo è nuovamente a Frascati.

### Terzo itinerario
L'anno successivo, ovvero il 1844, Edward Lear decide di intraprendere un nuovo viaggio nelle province settentrionali del Regno di Napoli, con l'intento di visitare le aree rimaste escluse dai due precedenti itinerari. Per tale ragione, l'artista si mette in viaggio il 26 settembre del 1844: ripercorrendo il percorso già battuto in passato che lo porta dalla campagna romana fino al lago di Paterno e Antrodoco, giunge attraverso la via Salaria nella valle di Borghetto e a Sigillo il 28 settembre. Tornato il giorno stesso a Rieti vi resta fino al mattino del 2 ottobre. Partito alla volta di Leonessa, ha modo di attraversare il pittoresco paesaggio che lo circonda, in cui lo sguardo spazia dai Monti Reatini campeggiati dalla cima del Terminillo fino all'altopiano di Leonessa. Abbandonato il paese il 3 ottobre si dirige verso Mopolino, dove resta ospite della famiglia Ricci per alcuni giorni. Durante questo soggiorno si reca ad Amatrice, ma, a causa delle condizioni atmosferiche avverse, il 10 ottobre è già di ritorno all'Aquila. In attesa di un miglioramento del tempo, si dedica alla scoperta della città, al disegno dei suoi elementi architettonici e alla visita delle zone limitrofe. Scoraggiato dal maltempo il 20 ottobre pone fine, prima del previsto, al suo terzo itinerario, abbandonando il proposito di visitare Teramo e dintorni.

## Critica
L'opera rappresenta una rielaborazione delle annotazioni di viaggio di Lear in Italia tra il 1843 e il 1844, anni in cui l'artista intraprende diversi viaggi alla scoperta delle provincie settentrionali del Regno di Napoli. La cronaca di viaggio è impreziosita da notizie di carattere storico-artistico che l'autore trae da diverse fonti, riportate in ordine alfabetico all'inizio dell'opera e segnalate in nota all'interno del testo.
Lear fa ricorso, nel suo lavoro documentario, a numerosi testi di illustri storici e archeologi locali, tra i quali spiccano tra gli altri quelli di Anton Ludovico Antinori, Bernardino Cirillo, Pietro Antonio Corsignani e Lorenzo Giustiniani. Dal punto di vista letterario, i principali modelli sono rappresentati da A Classical Tour through Italy and Sicily (1819) di Richard Colt Hoare e, in particolar modo, le Excursions in the Abruzzi and Northern Provinces of Naples (1838) di Keppel Richard Craven. Lear, infatti, intende porsi in chiara continuità con tali predecessori illustri, rappresentando questi una testimonianza originale e inusuale all'interno del panorama ottocentesco della letteratura di viaggio inglese. Come esplicitato dall'autore nella prefazione dell'opera, l'intento è quello di fornire una descrizione di quella parte dell'Italia centrale «as romantic as it is unfrequented», trascurata fino ad allora dai viaggiatori europei. Il territorio dei tre Abruzzi, diviso amministrativamente in Abruzzo Citeriore, Abruzzo Ulteriore Primo e Abruzzo Ulteriore Secondo, è rappresentato fino all'Ottocento come un luogo impervio ed estremamente pericoloso per i turisti giunti in Italia. Le caratteristiche fisiche del territorio, il brigantaggio e l'assenza di sicure e comode vie di comunicazione escludono, pertanto, questa regione dagli itinerari più battuti dalla ingente mole di artisti e intellettuali che, soprattutto tra Settecento e Ottocento, scelgono la penisola italiana come luogo di formazione culturale e artistica.
L'opera di Lear, pertanto, rappresenta un tentativo rinnovamento rispetto agli itinerari classici del Gran Tour e della letteratura di viaggio, mostrando la volontà di offrire nuovi contenuti e nuove modalità espressive al genere del travelogue.  Rispetto al mercato straordinariamente prolifico delle guide di viaggio - tra le più note gli Handbooks for Travellers di John Murray e le guide di Karl Baedeker - il testo di Lear offre un resoconto originale dei suoi itinerari filtrato dalla sensibilità artistica dell'autore. Il viaggio pittoresco degli Abruzzi di Lear restituisce un'immagine fortemente connotata dei luoghi percorsi, le cui qualità fisiche ed estetiche sono rielaborate più e più volte attraverso sia la rilettura dei diari e la stesura dei Viaggi, sia la instancabile realizzazione di disegni e acquerelli. Impreziosito da notizie storiche e artistiche, il volume, dunque, più che voler offrire un pratico supporto al viaggiatore si presenta come un «oggetto prezioso riservato a collezionisti e appassionati che desiderassero avere un approfondimento critico di taglio prettamente biografico su quella parte di mondo».

## Litografie
Lista delle litografie a corredo del testo:
- Plate 1: Tagliacozzo (from above)
- Plate 2: Tagliacozzo (from below)
- Plate 3: Avezzano
- Plate 4: Lago di Fucino
- Plate 5: Santa Maria di Luco
- Plate 6: Trasacco
- Plate 7: Celano
- Plate 8: Celano
- Plate 9: Solmona
- Plate 10: Solmona
- Plate 11: San Pelino
- Plate 12: Città di Penna
- Plate 13: Aquila
- Plate 14: Antrodoco
- Plate 15: Rieti
- Plate 16: Magliano
- Plate 17: Albe
- Plate 18: Albe
- Plate 19: Civita d'Antino
- Plate 20: Civita d'Antino
- Plate 21: Pescina
- Plate 22: Lago di Scanno
- Plate 23: Scanno
- Plate 24: Pass of Anversa
- Plate 25: Castel di Sangro
- Plate 26: Pizzo Ferrato
- Plate 27: Abadessa
- Plate 28: Isola
- Plate 29: Lionessa
- Plate 30: Amatrice

## Edizioni
- Edward Lear, Illustrated Excursions in Italy, London, Thomas McLean, 1846.
- Edward Lear, Viaggio illustrato nei tre Abruzzi (1843-1844), Sulmona, Tipografia Labor, 1974. (Ristampa del Centenario di Lear: 1988)
- Edward Lear, L'Abruzzo di Edward Lear, Pescara, Nova Italica, 1987.
- Edward Lear, Viaggio attraverso l'Abruzzo pittoresco: (26 luglio 1843 - 14 ottobre 1844), Cerchio, Adelmo Polla, 2001.